# Stig Tøfting
Stig ("Tøffe") Tøfting (Aarhus, 14 augustus 1969) is een Deens voormalig voetballer die speelde als verdedigende middenvelder. Ook speelde hij 41 interlands voor Denemarken. Zijn harde speelstijl bezorgde hem de bijnaam "Plæneklipperen", ofwel "De Grasmaaier".

## Clubcarrière
De eerste jaren van zijn carrière speelde Tøfting voor Aarhus GF, de club uit zijn geboortestad en de club waar hij zijn jeugopleiding genoot. In 1993 vertrok hij naar Duitsland. Daar ging hij voor Hamburger SV spelen. Een halfjaar eerder had hij zijn debuut gemaakt voor het Deense elftal.
Mede door blessureleed en de regels die stelden dat er maar een bepaald aantal buitenlanders mochten worden opgesteld, speelde Tøfting slechts acht wedstrijden voor HSV. Ook werd hij uitgeleend aan Odense BK en zijn oude club Aarhus. In juni 1995 keerde hij definitief terug bij laatstgenoemde club.
Nadat zijn contract bij Aarhus afliep, ging hij wederom voor Odense spelen. Na een conflict met trainer van Odense vertrok hij opnieuw naar Duitsland, ditmaal naar MSV Duisburg. In het seizoen 1999/2000 stond Duisburg kansloos onderaan in de Bundesliga. Hij werd in de laatste fase van het seizoen verhuurd aan zijn oude club Aarhus.
Ondanks de degradatie met Duisburg had Tøfting wel dusdanig veel indruk gemaakt dat HSV hem opnieuw kocht. Zijn tweede periode bij deze club was beduidend succesvoller en hij speelde er 47 wedstrijden. In februari 2002 vertrok hij naar het Engelse Bolton Wanderers. Hier speelde hij mede door blessures echter weinig.
Na een avontuur in China bij Tianjin Teda keerde hij in 2004 weer terug bij Aarhus. Hierna speelde hij nog in Zweden voor BK Häcken en Randers in zijn thuisland, waar hij in 2007 zijn carrière afsloot. Bij Randers en Aarhus was hij kortstondig assistent-trainer.

## Internationale carrière
Tøfting kwam uit voor Denemarken -21 op de Olympische Zomerspelen van 1992. Met de eerste selectie speelde hij op het EK 1996, WK 1998, EK 2000 en het WK 2002.

## Erelijst
Aarhus GF
- Deense beker: 1992, 1996

 Randers FC
- Deense beker: 2006

## Persoonlijk
Tijdens het WK 2002 bracht het Deense roddelblad Se & Hor het verhaal naar buiten dat Tøfting op 13-jarige leeftijd zijn beide ouders dood aantrof bij thuiskomst van school. Zijn vader vermoordde eerst zijn vrouw en beroofde daarna zichzelf van het leven. Het verhaal bleek te kloppen, maar de selectie reageerde met afschuw op de publicatie. Tøfting zelf had het drama tot dan toe bewust geheim gehouden voor zijn toen nog jonge kinderen.
In 2003 verloren Tøfting en zijn vrouw hun vierde kind. Het jongetje leefde slechts 22 dagen en stierf door een hersenvliesontsteking.
Sinds 2010 is Tøfting na 18 jaar huwelijk gescheiden van zijn vrouw Bettina.

## Trivia
- Tijdens een tv-uitzending van de Deense zender TV-3 in december 2018 liet Tøfting een scheet die duidelijk hoorbaar was, waarna zowel de mede-presentatoren (oud-badmintonspeelster Camilla Martin en oud-voetballer Peter Graulund) als Tøfting zelf de slappe lach kregen. Het fragment ging de wereld over en werd ook laten zien bij Veronica Inside, tot grote hilariteit van met name René van der Gijp.[8][9]
- Na zijn voetbalcarrière werd Tøfting professioneel freefighter.[10]

1 Jørgensen ·
2 Helveg ·
3 Laursen ·
4 Thomsen ·
5 Frank ·
6 Kjeldbjerg ·
7 Madsen ·
8 Ekelund ·
9 Molnar ·
10 Frandsen ·
11 Møller ·
12 Risager ·
13 Tøfting ·
14 Højer ·
15 Hansen · 
16 Flies ·
17 Mosegaard Madsen ·
18 Larsen ·
19 Andersen ·
20 Johansen ·
Coach: Jensen
1 Schmeichel ·
2 Helveg ·
3 Rieper ·
4 Olsen ·
5 J. Høgh ·
6 Schjønberg ·
7 Steen Nielsen ·
8 Thomsen ·
9 Beck ·
10 M. Laudrup  ·
11 B. Laudrup ·
12 Piechnik ·
13 Larsen ·
14 Risager ·
15 E.B. Andersen ·
16 L. Høgh ·
17 A. Nielsen ·
18 Vilfort ·
19 Tøfting ·
20 Laursen ·
21 S. Andersen ·
22 Krogh ·
Coach: Møller Nielsen
1 Schmeichel ·
2 Schjønberg ·
3 Rieper ·
4 Høgh ·
5 Heintze ·
6 Helveg ·
7 Nielsen ·
8 Frandsen ·
9 Molnar ·
10 M. Laudrup  ·
11 B. Laudrup ·
12 Colding ·
13 Laursen ·
14 Wieghorst ·
15 Tøfting ·
16 Krogh ·
17 Goldbæk ·
18 Møller ·
19 Sand ·
20 Henriksen ·
21 Jørgensen ·
22 Kjær ·
Coach: Johansson
1 Schmeichel  ·
2 Schjønberg ·
3 Henriksen ·
4 Høgh ·
5 Heintze ·
6 Helveg · 
7 A. Nielsen ·
8 Grønkjær ·
9 Tomasson ·
10 Jørgensen ·
11 Sand ·
12 Colding ·
13 Laursen ·
14 Steen Nielsen ·
15 Tøfting ·
16 Sørensen ·
17 Goldbæk ·
18 Molnar ·
19 Bisgaard ·
20 Gravesen ·
21 Beck ·
22 Kjær ·
Coach: Johansson
1 Sørensen ·
2 Tøfting ·
3 Henriksen ·
4 Laursen ·
5 Heintze  ·
6 Helveg ·
7 Gravesen ·
8 Grønkjær ·
9 Tomasson ·
10 Jørgensen ·
11 Sand ·
12 N. Jensen ·
13 Lustü ·
14 C. Jensen ·
15 Michaelsen ·
16 Kjær ·
17 Poulsen ·
18 Løvenkrands ·
19 Rommedahl ·
20 Bøgelund ·
21 Madsen ·
22 Christiansen ·
23 Steen Nielsen ·
Coach: Olsen